# Krzysztof Czyż
Krzysztof Mintowt Czyż herbu Godziemba (zm. w 1686 roku) – stolnik smoleński w 1678 roku, podczaszy mścisławski w latach 1666-1678.
Poseł na sejm 1655 roku, sejm nadzwyczajny 1668 roku. Poseł na sejm konwokacyjny 1668 roku z powiatu brzeskolitewskiego. Był członkiem konfederacji generalnej zawiązanej 5 listopada 1668 roku na tym sejmie. Był elektorem Michała Korybuta Wiśniowieckiego z województwa brzeskolitewskiego w 1669 roku. Przystąpił do senatorsko-żołnierskiej konfederacji kobryńskiej 1672 roku. Podpisał elekcję Jana III Sobieskiego z województwa brzeskolitewskiego. Poseł na sejm 1677 roku.